# Denise Borino
Denise Borino-Quinn (6. siječnja 1964. – 27. listopada 2010.) je bila američka televizijska glumica. Najpoznatija je po ulozi Ginny Sacramoni u američkoj TV seriji "Obitelj Soprano".

## Vanjske poveznice
- Denise Borino u internetskoj bazi filmova IMDb-u (engl.)